# Daisaku Kadokawa

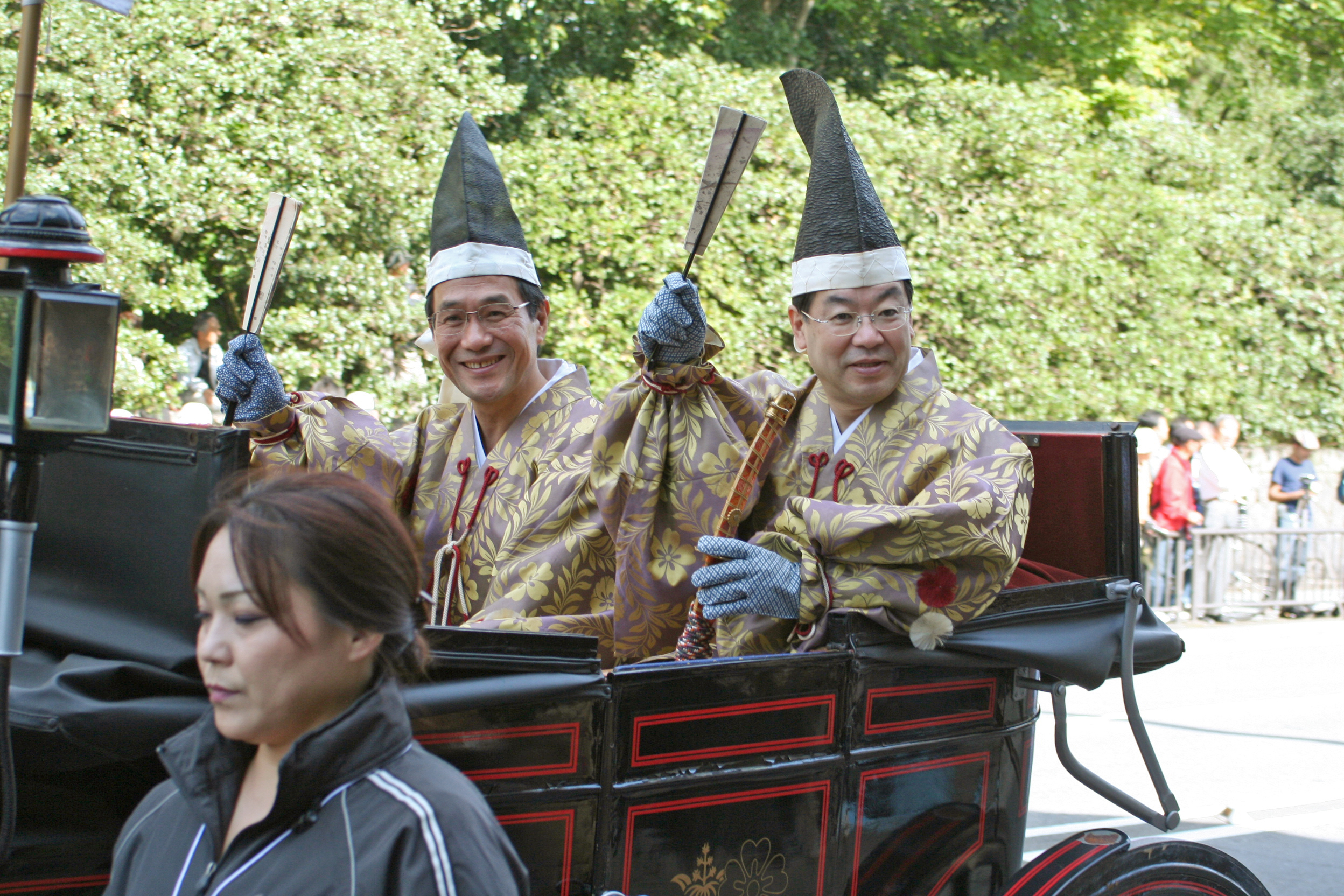
Daisaku Kadokawa, Stadtbürgermeister von Kyōto, und Keiji Yamada, Präfekturgouverneur von Kyōto, anlässlich des Jidai-Matsuri 2009 in historischer Kleidung.

Daisaku Kadokawa (jap. 門川 大作, Kadokawa Daisaku; * 23. November 1950 in Kyōto, Präfektur Kyōto) ist ein japanischer Kommunalpolitiker und der 26. Bürgermeister der Stadt Kyōto.
Kadokawa war nach Abschluss der Städtischen Horikawa-Oberschule für den Bildungsausschuss der Stadt Kyōto tätig. Bereits berufstätig absolvierte er ein Studium an der rechtswissenschaftlichen Fakultät der Ritsumeikan-Universität. Er war danach weiter für den Bildungsausschuss tätig, ab 2001 als Vorsitzender. Ab 2006 war er auch in der kyōiku saisei kaigi aktiv, einem bildungspolitischen Beratungsgremium des nationalen Kabinetts Abe.
2007 verließ er den Bildungsausschuss und bewarb sich bei der Bürgermeisterwahl 2008 mit Unterstützung der großen Parteien (DP, LDP, Kōmeitō) um die Nachfolge von Yorikane Masumoto, der nach drei Amtszeiten nicht mehr antrat. Kadokawas wichtigster Gegenkandidat war der KPJ-gestützte Anwalt Kazuo Nakamura; Kadokawa setzte sich knapp mit weniger als Tausend Stimmen Vorsprung auf Nakamura durch. 2012 wurde er gegen Nakamura als einzigem Gegenkandidaten für weitere vier Jahre im Amt bestätigt. Ein Hauptthema seines zweiten Wahlkampfes war die Atomkraft: Vor allem in der nahen Präfektur Fukui stehen zahlreiche Kernkraftwerke, die den Großraum Kansai versorgen; während Nakamura einen Atomausstieg zu einem Hauptwahlkampfthema machte, tritt Kadokawa zwar für einen graduellen Ausbau erneuerbarer Energien ein, konzentrierte sich im Wahlkampf aber auf andere Maßnahmen seiner ersten Amtszeit wie den Ausbau der städtischen U-Bahn und die Tourismusförderung.